# Il lupo della palude
Il lupo della palude (The Werewolf of Fever Swamp) è il quattordicesimo libro della serie horror per ragazzi Piccoli brividi, scritta da R. L. Stine.

## Trama
Grady Tucker, sua madre, suo padre Micheal e sua sorella Emily si trasferiscono in una casa malmessa vicino alla Palude della Febbre. Grady fa amicizia con un ragazzo del luogo, Will Blake, e i due iniziano ad esplorare la Palude assieme. Nella palude trovano un uomo, detto l'"Eremita della palude", che Cassie, una coetanea di Will e Grady, accusa di essere un lupo mannaro. 
Nel frattempo, di notte si odono sinistri ululati, e la mattina seguente vengono ritrovati alcuni animali morti. Grady convince i suoi genitori a fargli tenere un grosso cane che ha trovato nella palude, e che ha chiamato Wolf, ma quando le morti di animali aumentano Micheal (credendo che il colpevole sia proprio Wolf) decide che è il caso di allontanarlo. Grady, tuttavia, riesce a far scappare l'animale in tempo.
Quella notte, Grady sente di nuovo i misteriosi ululati e decide di esplorare la Palude della Febbre per fare luce sulla faccenda. Qui incontra Will e lo osserva trasformarsi in un lupo, sotto la luna piena. Il lupo mannaro morde Grady, ma quest'ultimo viene salvato dal fortuito intervento di Wolf, che attacca e uccide il mostro. Micheal, sapendo che Wolf ha salvato la vita a Grady, permette a quest'ultimo di tenerlo. Tutto sembra essersi concluso per il meglio. 

Ma Will, mordendo Grady, gli ha trasmesso la maledizione della licantropia. Durante la successiva luna piena, Grady si trasforma a sua volta in un lupo mannaro, e assieme a Wolf scorrazza per la Palude della Febbre.

## Episodio TV
Come spesso accade nella trasposizione TV dei Piccoli brividi, la trama dell'episodio è tendenzialmente diversa da quella del libro. Il finale è diverso, visto che Grady non è visto trasformarsi in lupo, ma solo ululare alla luna. Inoltre, il nome di Wolf cambia in Vandalo, e il personaggio di Cassie O'Rourke è assente.

Come in altri episodi, anche in questo R. L. Stine fa una breve apparizione per introdurre la storia.
Inoltre durante la prima apparizione del lupo mannaro la bestia si manifesta presso Emily, la sorella del protagonista e sua madre le quali scampano quasi per miracolo.
In una scena dell'episodio TV, mentre Grady dorme (a circa 14 minuti dall'inizio dell'episodio), la telecamera inquadra il suo skateboard, che ha sopra un disegno di Carly Beth Caldwell con indosso la maschera del racconto La maschera maledetta.

## Edizioni
- R. L. Stine, Il lupo della palude, traduzione di Alessandra Padoan, collana Piccoli brividi, Arnoldo Mondadori Editore, 1995,  p. 159, ISBN 88-04-40273-3.